# Hàm Thuận Nam (huyện)
Hàm Thuận Nam là một huyện ven biển của tỉnh Bình Thuận, Việt Nam.

## Hành chính
Huyện Hàm Thuận Nam có 13 đơn vị hành chính trực thuộc, gồm thị trấn Thuận Nam (huyện lỵ) và 12 xã: Hàm Cần, Hàm Cường, Hàm Kiệm, Hàm Minh, Hàm Mỹ, Hàm Thạnh, Mương Mán, Mỹ Thạnh, Tân Lập, Tân Thành, Tân Thuận, Thuận Quý.

## Địa lý
Huyện Hàm Thuận Nam cách thành phố Phan Thiết 28 km về phía tây–tây nam, cách Thành phố Hồ Chí Minh 155 km về phía đông, có vị trí địa lý:
- Phía đông giáp thành phố Phan Thiết
- Phía tây giáp huyện Hàm Tân
- Phía tây nam giáp thị xã La Gi
- Phía tây bắc giáp huyện Tánh Linh
- Phía nam giáp Biển Đông
- Phía bắc và đông bắc giáp huyện Hàm Thuận Bắc.

Các dạng địa hình chính của huyện là:
- Vùng trung du gồm: xã Hàm Kiệm; xã Hàm Cường; xã Hàm Mỹ; xã Tân Thành.
- Vùng miền núi gồm: thị trấn Thuận Nam; xã Mương Mán; xã Hàm Thạnh; xã Tân Lập; xã Hàm Minh; xã Thuận Quý; xã Tân Thuận.
- Vùng cao: xã Mỹ Thạnh; xã Hàm Cần.

Sông ngòi: sông Phan, sông Cà Ty, sông La Ngà là những con sông lớn chảy qua địa bàn huyện.

## Lịch sử
Huyện Hàm Thuận Nam được thành lập ngày 30 tháng 12 năm 1982 từ một phần huyện Hàm Thuận cũ và tiếp nhận 3 xã: Tân Lập, Tân Thành, Tân Thuận từ huyện Hàm Tân, khi đó thuộc tỉnh Thuận Hải, bao gồm 9 xã: Hàm Cần, Hàm Kiệm, Hàm Minh, Hàm Mỹ, Hàm Thạnh, Mỹ Thạnh, Tân Lập, Tân Thành và Tân Thuận.
Ngày 28 tháng 11 năm 1983: 
- Chia xã Hàm Thạnh thành 2 xã: Hàm Thạnh và Mương Mán
- Chia xã Hàm Kiệm thành 2 xã: Hàm Kiệm và Hàm Cường.

Ngày 20 tháng 6 năm 1986, chia xã Tân Thành thành 2 xã: Tân Thành và Thuận Quý.
Ngày 26 tháng 12 năm 1991, tỉnh Bình Thuận được tái lập từ tỉnh Thuận Hải cũ, huyện Hàm Thuận Nam thuộc tỉnh Bình Thuận.
Ngày 15 tháng 6 năm 1999, thành lập thị trấn Thuận Nam (thị trấn huyện lị huyện Hàm Thuận Nam) trên cơ sở điều chỉnh 2.870,3 ha diện tích tự nhiên và 10.936 nhân khẩu của xã Tân Lập.
Huyện Hàm Thuận Nam có 1 thị trấn và 12 xã như hiện nay.

## Kinh tế

### Nông nghiệp

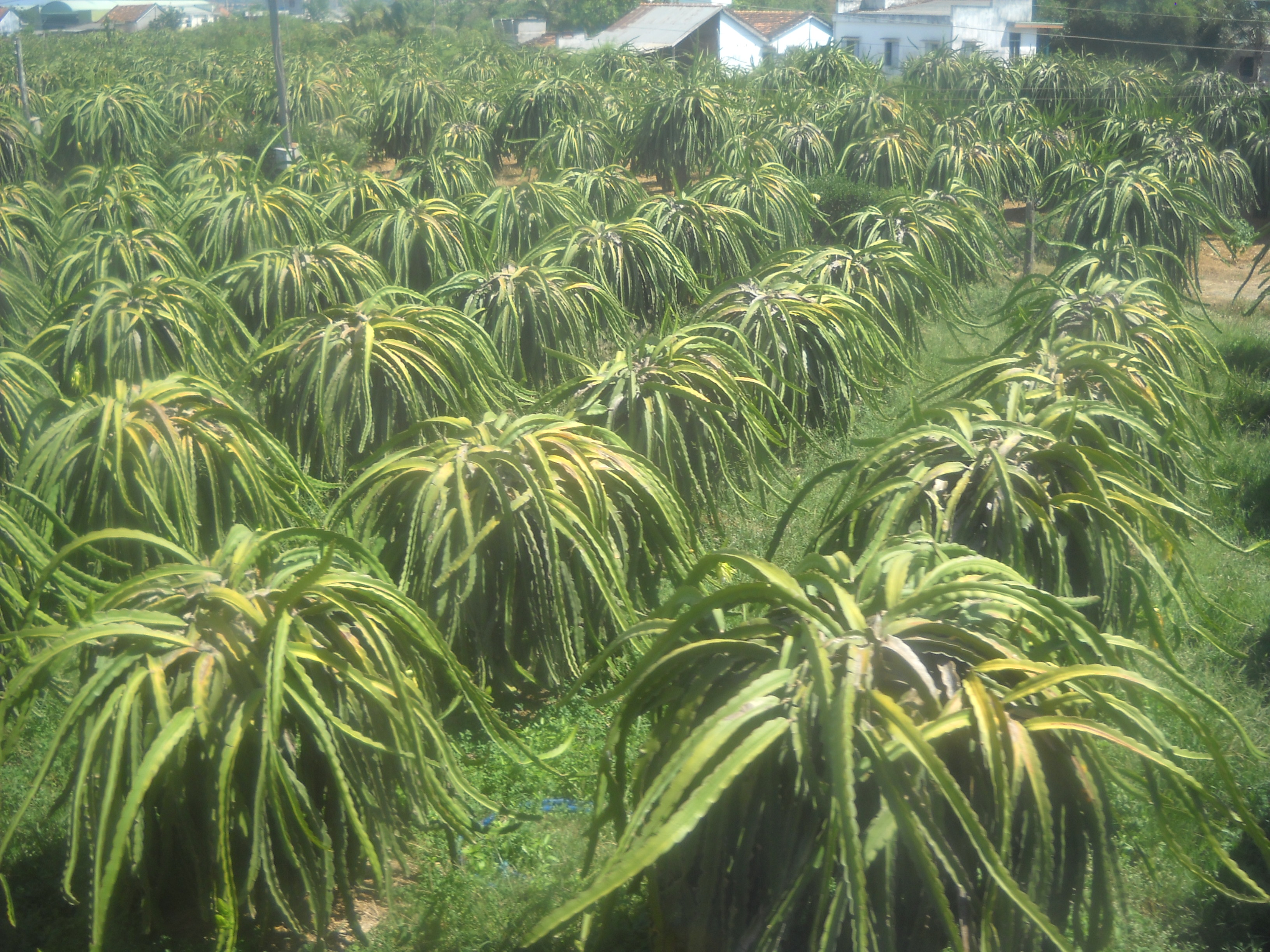
Vườn thanh long ở Hàm Thuận Nam

- Hàm Thuận Nam là vùng trồng cây thanh long nhiều nhất tỉnh, trong vòng 15 năm trở đây nhờ có cây Thanh Long mà đời sống bà con trong Huyện tăng lên rõ rệt, nhiều trang trại Thanh Long đã và đang hình thành và phát triển đã làm thay đổi bộ mặt Nông thôn Hàm Thuận Nam, sản phẩm được xuất khẩu đi nhiều nước trên thế giới như Trung Quốc, Nhật Bản, Mỹ, EU,...Hàm Thuận Nam là địa phương đi đầu trong tỉnh về xóa đói giảm nghèo nhờ cây Thanh Long.
- Nền nông nghiệp ngày nay, đang có chiều hướng phát triển tốt, đi từ nên nông nghiệp độc canh sang đa canh, thâm canh, đưa sản phẩm nông nghiệp thành hàng hoá. Bên cạnh đó, những công trình thủy lợi hiện đại được xây dựng đã góp phần thúc đẩy nền kinh tế nông nghiệp của vùng ngày càng thuận lợi hơn.

### Du lịch

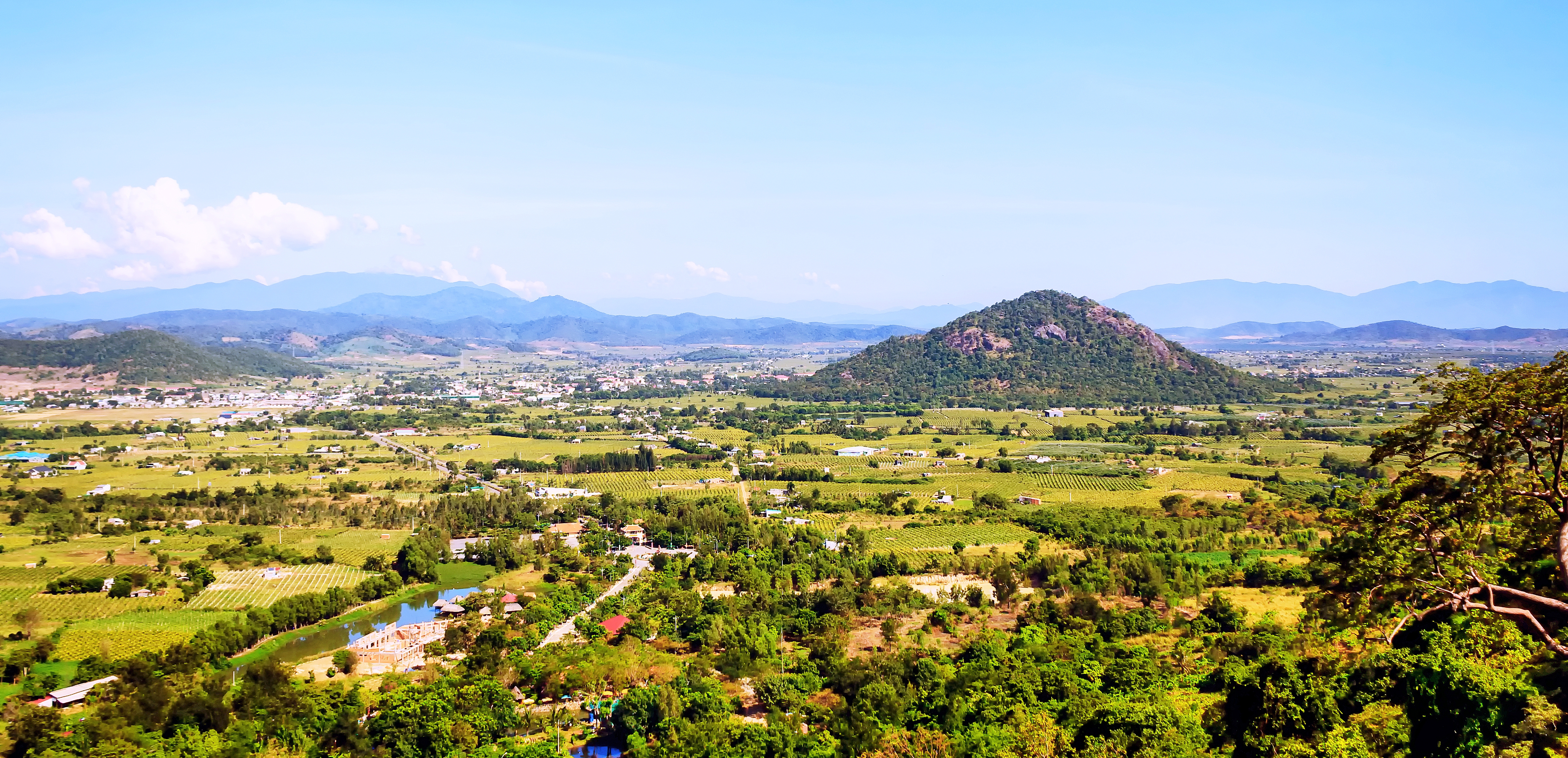
Phong cảnh ở huyện Hàm Thuận Nam (nhìn từ trên cao).

Hiện nay Hàm Thuận Nam đang là một trong những địa phương rất phát triển về du lịch của tỉnh Bình Thuận. Các địa điểm nổi tiếng như khu du lịch Tà Cú, khu du lịch Đồi Sứ, khu du lịch Vườn Đá, khu du lịch Thuận Quý – Khe Gà, khu du lịch Hòn Lan, suối nước nóng Bưng Thị,.... rất thu hút du khách, và các địa danh như Hang Mú, Đá Dăm, Đá Một, Suối Nhum.
- Du lịch Hàm Thuận Nam được khai thác du lịch chưa lâu và chưa có nhiều resort, nhiều khu nghỉ mát lớn như ở Mũi Né. Nhưng đấy cũng là một cái hay, vì du khách đến dã ngoại sẽ được thưởng thức những vẻ đẹp còn mang tính nguyên sơ. Biển ở đây rất sạch, xanh biếc. Đi dọc theo bờ biển Tiến Thành, Thuận Quý còn những bãi cát trắng xoá chưa từng in dấu chân của khách thập phương, xen lẫn với những hàng phi lao mát rượi.
- Hải đăng Kê Gà với độ cao 65m so với mặt biển, lâu nay vẫn là niềm tự hào của ngành du lịch địa phương. Đây là ngọn hải đăng được kiến trúc sư người Pháp Chnavat thiết kế, xây dựng từ năm 1899 bằng đá hoa cương, có 184 bậc thang xoắn ốc. Đặt chân lên hải đăng, du khách sẽ thu vào tầm mắt, một bên là núi Tà Cú với rừng cây trập trùng, một bên là vùng biển xanh ngắt.
- Trang điểm ven bờ cát là những cây hoa sứ cổ thụ không biết có từ bao giờ nở hoa trắng xoá. Khu du lịch Vườn Đá mới khai thác từ năm 2005, cũng là một nét độc đáo riêng. Toạ lạc trên một diện tích 3ha, nó bao gồm những bãi đá gập ghềnh với những đường nét, hình thù kỳ lạ do sóng biển tạc nên qua hàng triệu năm. Khu Vườn Đá có những bungalow xây dựng theo kiến trúc Việt cổ, dân dã và mộc mạc, đưa con người về gần gụi với thiên nhiên.
- Trong tương lai, du lịch biển Hàm Thuận Nam còn nhiều tiềm năng rất lớn. Đã có trên một trăm dự án được chấp thuận đầu tư trên khu vực này. Lợi thế càng lớn hơn khi khu bãi biển này tạo thành thế "liên hoàn" với các khu di tích và thắng cảnh lân cận, như dinh Thầy Thiếm ở La Gi, như khu núi Tà Cú với chùa Linh Sơn Trường Thọ và tượng Phật nằm dài 49m và đứng trên đây bạn có thể ngắm nhìn cả một dãy đồng bằng ven biển rộng lớn về hướng Tân Thuận, xa xa là biển Tân Hải (Thị xã La Gi),...

### Công nghiệp
- Hàm Thuận Nam đang trên đà phát triển với nhiều dự án xây dựng khu công nghiệp: Hàm Kiệm 1, Hàm Kiệm 2 (đã đi vào hoạt động) Hàm Cường (đang hoàn thiện hạ tầng kỹ thuật); và cảng nước sâu Tân Thành (đang triển khai).

### Ngư nghiệp
- Hàm Thuận Nam không có cảng cá lớn. Tuy nhiên, không phải vì vậy mà sản lượng đánh bắt hải sản của bà con ngư dân không ở mức cao, tập trung ở các xã ven biển như Thuận Quý, Tân Thành, Tân Thuận.
- Nghề nuôi trồng thủy sản cũng là một thế mạnh của huyện, đặc biệt, là nuôi tôm. Với sản lượng bình quân hàng năm trên 12.000 tấn chủ yếu là tôm, mực, ốc hương,....

## Xã hội
- Trên địa bàn huyện hiện có nhiều dân tộc khác nhau sinh sống như Kinh, Ra Grai, Chăm, K’Ho ... trong đó dân tộc Kinh chiếm đa số với trên 95%. Cộng đồng dân cư bản địa chủ yếu là người K’Ho, Chăm, Ra Glai sống tập trung ở các xã vùng cao với tập quán sản xuất làm nghề rừng, làm nương rẫy, một bộ phận nhỏ trồng lúa nước và được tổ chức thành những buôn làng, các luật tục, lễ thức gắn chặt với buôn làng.
- Cộng đồng người Kinh tập trung ở vùng đồng bằng, ven quốc lộ nơi có điều kiện thuận tiện buôn bán, trồng lúa nước, cây Thanh Long. Các cộng đồng dân cư của huyện theo một số tôn giáo chính như: Phật giáo, Đạo Bà La Môn, Thiên chúa giáo, Tin lành và Lương giáo.

## Giao thông
- Hàm Thuận Nam là một huyện còn non trẻ, do đó, kết cấu hạ tầng còn nhiều thiếu thốn. Đặc biệt là hệ thống giao thông trong huyện như các tuyến đường liên huyện, liên xã đều hư hỏng nặng, xuống cấp, hệ thống giao thông nông thôn chưa được đầu tư. Có đường Quốc lộ 1, chạy qua địa phận huyện là 33 km, đường sắt Bắc – Nam chạy là 17,75 km.Hiện nay tuyến đường DT 719 đang được hoàn thiện và sẽ giúp nhân dân xã Tân Thuận có điều kiện đi lại tốt hơn. Về giao thông đường thủy, với chiều dài bờ biển 23,5 km rất thuận lợi cho việc phát triển giao thông, đánh bắt thủy hải sản.

Đây cũng là địa phương có hai tuyến Đường cao tốc Vĩnh Hảo – Phan Thiết và Đường cao tốc Phan Thiết – Dầu Giây đi qua đã được đưa vào khai thác.

## Đặc sản
- Thanh long, nhãn, mực một nắng, nước mắm, muối Thanh Phong.